# Plectrocnemia singularis
Plectrocnemia singularis là một loài Trichoptera hóa thạch trong họ Polycentropodidae.